# 152-га окрема єгерська бригада (Україна)
152-га окрема єгерська бригада (152 ОЄБр) — з'єднання Сухопутних військ Збройних сил України.
Почала формуватися у вересні 2023 року як механізована. Через слабке командування, слабке поповнення особового складу та інші причини, декілька разів міняла структуру і не змогла працювати злагоджено. В серпні 2024 року воювала на Курщині у другій лінії, її підрозділи часто придавалися іншим з'єднанням. Вже у вересні 2024 року переведена на Покровський напрямок, де також не діяла самостійно.

## Історія
Про створення бригади Forbes повідомив в середині жовтня 2023 року. Тоді створювалися п'ять нових механізованих бригад у складі Сухопутних військ ЗСУ. Видання написало, що бригада створювалася з досвідчених офіцерів та сержантів з існуючих бригад, які вже служили на фронті, і ще 2 000 мали бути новобранцями. За припущенням видання, метою бригади мала бути допомога в українському контрнаступі в 2024 році або оборона проти російського наступу. Видання називало незрозумілим звідки бригада отримає техніку, необхідну саме для штату механізованої бригади, а не піхотної чи мотопіхотної, і припускало, що ці нові бригади можуть не отримати нову техніку, а будуть змушені воювати на старій техніці радянських часів.
Наприкінці 2024 року Слідство.Інфо опублікувало статтю-розслідування, яка показувала іншу картину. Бригада почала формуватись у вересні 2023-го як механізована, але до виїзду на бойові позиції у серпні 2024-го бригада встигла побувати піхотною, ще раз механізованою, і приїхати на кордон Сумщини та Курщини вже єгерською. Вищим командуванням бригади призначили трьох колишніх працівників військкоматів: комбрига Максиміва, начальника штабу Сіроштана і заступника Холодова, оскільки у серпні 2023 року РНБО ухвалило рішення про звільнення усіх керівників обласних ТЦК. Бригада не змогла провести злагодження, у ній постійно були конфлікти і проблеми з особовим складом. Офіцер 152-ї бригади згодом сказав, що керівництву бригади бракувало військовослужбовців із досвідом: «Це були люди з посад воєнкомів, з тилових посад. Хто завгодно, але не досвідчені офіцери».
У квітні 2024 року призначили нового начальника штабу бригади Ігоря Захарова, і після цього понад 10 офіцерів бригади в різному званні або перевелись, або хотіли перевестись в іншу частину через конфлікти з ним. Причиною конфліктів згідно заяв деяких з цих офіцерів стала неадекватна та агресивна поведінка Захарова, в тому числі із застосуванням фізичної сили, виданням ним наказів, що призводили до загибелі офіцерів.
У серпні 2024-го з вкотре новим складом почалося чергове злагодження, але пройти його встигли лише на рівні взводів, бо прийшов наказ висуватись на Курщину. Бригада вже вдруге називалася механізованою. Бригада зайняла другу лінію оборони, частково діяла самостійно, частково окремі її сили придавались іншим підрозділам. За словами офіцера бригади, «Разів чотири повністю обнуляли рядовий і сержантський склад. Через це боєздатність бригади була на досить низькому рівні».
На початку вересня 2024-го виїхала на Покровський напрямок, і там перейменована на єгерську. Але на смугу бойового зіткнення так повноцінно і не вийшла, натомість піхоту 152-ї знову постійно придавали до інших різних підрозділів. Бійців бригади часто відправляли на завдання навіть без бойових розпоряджень. Коли бійців почали придавати іншим підрозділам, проблема СЗЧ на фронті набула масового характеру. Бригада оголошувала збір коштів на позашляховик.
10 жовтня 2024 року Генштаб ЗСУ спростував російські чутки про зникнення бригади, включаючи командира, під час боїв на Покровському напрямку у Донецькій області.
На грудень 2024 року бійці бригади були придані до 15-ти різних інших підрозділів.
На січень 2025 року бригаду вивели з Покровського напрямку.

## Структура
- штаб[7]
- стрілецький батальйон[7]

- батальйон безпілотних систем[8]

## Оснащення
- Kirpi[9]
- Browning[10]
- РПГ-7[10]

## Командування

### Командири
- з 2023: полковник Максимів Юрій Степанович[2][11]
- з 23.06.2025: полковник Лис Валерій Валерійович[12]

### Начальники штабу
- 09.2023—03.2024: полковник Сіроштан Олексій Олександрович[2]
- з 04.2024 до 02.2025, перевівся: підполковник Захаров Ігор Анатолійович[2]

## Втрати
- 25 серпня 2024 — Безродний Олександр Миколайович, старший водій.[13][14]
- серпень 2024 — Володимир Анатолійович Іванов. Загинув на Курщині.[15]
- 12 вересня 2024 - Кузьменко Ігор Миколайович — солдат, гранатометник. Загинув  поблизу села Михайлівка Покровського району Донецької області[16].
- 14 вересня 2024 — Гарбуза Олександр Михайлович, солдат. 1974 р.н.[17]
- 21 вересня 2024 — Свістула Андрій, майстер ремонтно-відновлювального батальйону. 53 роки, м. Біла Церква. Загинув поблизу міста Українськ Покровського району.[18]
- 26 вересня 2024 — Чокинюк Роман Іванович. 20 жовтня 1975, с. Розтоки Івано-Франківської області. Зник безвісти поблизу села Єлизаветівка Покровського району Донецької області.[19]
- 30 вересня 2024 — Регета Дмитро Володимирович, солдат, оператор відділення протитанкових ракетних комплексів взводу протитанкових ракетних комплексів. Загинув в селі Михайлівка Донецької області.[20]
- 20 жовтня 2024 — Дерибас Олександр. 37 років. Загинув в селищі Селидове Донецької області.[21]

## Традиції
При створенні, за повідомленням бригади, перебрала традиції Лицарів Залізної Остроги — символіку, девіз, історичну пам'ять.

### Символіка
На емблемі бригади, затвердженій 7 лютого 2024 р., зображено синьо-золоту кокарду Українських Січових Стрільців над острогою, що відтворює головну відзнаку «Ордену Залізної Остроги», що його було засновано в листопаді 1916 року. Над щитом емблеми розташовано стрічку з гаслом «Не сміє бути в нас страху», що є першим рядком пісні Романа Купчинського, написаної для «Ордену Залізної Остроги».